# Jawahir Cumar
Jawahir Cumar (* ca. 1977 in Somalia) ist eine somalisch-deutsche Dolmetscherin, Übersetzerin und Aktivistin gegen weibliche Genitalbeschneidung. Sie ist Gründerin und Geschäftsführerin des Vereins stop mutilation e.V. in Düsseldorf. Für ihr Engagement wurde sie 2011 als „Düsseldorferin des Jahres“ in der Kategorie „Fairness und Courage“ sowie ebenfalls im Jahr 2011 mit dem Bundesverdienstkreuz am Bande ausgezeichnet.

## Leben und Wirken
Jawahir Cumar wuchs in Somalia auf und floh kurz vor ihrem zwölften Geburtstag mit ihrer Familie nach Deutschland, um dem Bürgerkrieg zu entkommen. In Deutschland besuchte sie die Schule und entwickelte besonderes Interesse an Mathematik. Nach ihrem Schulabschluss wurde sie Dolmetscherin und Übersetzerin für die somalische Sprache. Später gründete sie das Dolmetscherbüro für afrikanische Sprachen "AbAAYO" (somalisch für "Schwester"), das mittlerweile in mehr als 100 afrikanische Sprachen übersetzt und sowohl Sprach- als auch Kulturmittler beschäftigt.
Im Jahr 1996 reiste Cumar nach Somalia und erfuhr vom Tod eines 8-jährigen Mädchens, das infolge einer Beschneidung verblutet war. Dieses Ereignis motivierte sie, sich gegen weibliche Beschneidung einzusetzen. Sie gründete den Verein stop mutilation e.V., der sich für den Schutz von Mädchen und die Unterstützung betroffener Frauen einsetzt. Der Verein bietet Beratungen an und organisiert Fortbildungen für medizinische, pädagogische und behördliche Fachkräfte, um das Bewusstsein für FGM zu schärfen.
Jawahir Cumar zieht selbst den Begriff Beschneidung gegenüber dem Begriff Genitalverstümmelung vor. Sie begründet es damit, dass die Betroffenen selbst nicht als verstümmelt bezeichnet werden möchten. Sie würden den Begriff als sehr verletzend empfinden. Deswegen verwenden sie in der Beratungsarbeit im Verein stop mutilation e.V. den Begriff Beschneidung. Sie selbst bezeichnet sich auch als beschnitten und nicht als verstümmelt. Das Wort Genitalverstümmelung benutzt sie selten, um deutlich zu machen, wie schlimm dieser Eingriff für die Frauen und Mädchen ist – auch im Unterschied zur Jungenbeschneidung.